# Veyon
Veyon（Virtual Eye On Networks，原称iTALC）是一個自由的開源課室管理系統，可在Linux及Microsoft Windows環境下操作，主要用於管理電腦教室的課堂學習。透過Veyon，教師可以從教師電腦遙距操控電腦教室的學生電腦，包括以下動作：監察、控制、關閉、演示及開機/關機等。軟件的設計是用作MasterEye的替代品。
iTALC（的縮寫，即智能電腦教學及學習系統）最初開發時，只有Linux版本。2006年中，由於其核心程式庫Qt4被移植到Windows NT平台，所以iTALC亦開發出對應Windows平台的版本。其跨平台的特色，使教室可跨平台的操控，例如：在一個同時有Windows及Linux作業系統的教室裡，都可以透過同一部教師電腦來操控。

## 功能
Veyon主要的功能包括：
- 概觀模式：透過畫中畫功能，監控一個或多個位置或教室中的所有電腦
- 遠端開關：能夠透過網路喚醒功能使課室內的電腦同時開啟，亦能同時關閉或重新啟動所有電腦
- 在家學習：Veyon使用VNC協定的擴充版本和UltraVNC與遠端電腦通信，並使用TCP連線，因此螢幕廣播也可以跨越不同的本地網路運作。[6]
- 常駐電腦：Veyon常駐在電腦之後，無法直接從工作管理員關閉。

## 相容性
Veyon採用Qt Trolltech/C++編寫，支持Windows和GNU/Linux。可以和Edubuntu和Skolelinux（教學用途的Debian發行版）在不同学校之间建立網路。